# Ioan din Galeș
Printre marii apărători ai ortodocșilor români din Transilvania, în veacul al XVIII-lea, la loc de cinste trebuie așezat și Preotul Mărturisitor Ioan din Galeș.

## Cine este Preotul Mărturisitor Ioan din Galeș
Preotul Mărturisitor Ioan din Galeș a fost hirotonit la București sau la Râmnic, în lipsa unui episcop ortodox în Transilvania.
S-a numărat printre cei mai îndrăzneți apărători ai credinței ortodoxe, în fața oricăror încercări ale autorităților habsburgice de a impune o altă credință.
În anul 1756 a fost arestat și dus în lanțuri la Sibiu. Împărteasa Maria Terezia a dat ordin să fie dus în închisoarea cetății Deva, urmând să fie reținut acolo până la moarte. Dar, spre sfârșitul anului următor, a fost dus sub aspră pază militară la închisoarea de la Graz, în Austria.
Un cronicar brașovean - Radu Duma - scria că în anul 1776 câțiva negustori din Brașov l-au cercetat în închisoare, mărturisindu-le că mai bine va muri acolo, decât să-și lase credința strămoșească.

## Prigoana habsburgică organizată sistematic contra ortodocșilor din Ardeal
Mai târziu a fost mutat în închisoarea de la Kufstein, unde își sfârșiseră viața si alți mărturisitori și mucenici ai ortodoxiei transilvane.
În 1780 un alt întemnițat de aici, sârbul Ghenadie Vasici, a reușit să trimită o scrisoare țarinei Ecaterina a II-a și Sinodului Bisericii Ortodoxe Ruse, prin care ruga să se intervină pentru eliberarea lui. Între altele, scria:
„Aici în fortăreață este și un preot român din Transilvania, cu numele Ioan, care pătimește în robie de 24 de ani pentru credința ortodoxă”
Acesta era preotul Preotul Mărturisitor Ioan din Galeș, cel întemnițat în 1756, deci cu 24 de ani înainte.

## Martiriul și cununile muceniciei
Preotul Mărturisitor Ioan din Galeș și-a sfârșit zilele, ca și preotul Moise Măcinic în fioroasa temniță de la Kufstein, ambii jertfindu-și viața pentru credința ortodoxă, și câștigând pentru aceasta cununile muceniciei. Sinaxarul ortodox cinstește amintirea lor pentru că pomenește pe sfinții preoți Moise Măcinic și Ioan din Galeș.

## Sinaxar
Octombrie - Brumărel, în ziua a douăzeci și una.
Pentru mărturia lor ortodoxă și moartea lor martirică, Sfinții Preoți Martiri Ioan din Galeș și Moise Măcinic din Sibiel, sunt cinstiți ca sfinți de către obștea credincioșilor ortodocși de pretutindeni și mai cu seamă de cei din Transilvania, din mijlocul cărora s-au ridicat.